# راجر دبلیو ژانلوز
راجر دبلیو ژانلوز (انگلیسی: Roger W. Jeanloz; ۳ نوامبر ۱۹۱۷ – ۲۸ سپتامبر ۲۰۰۷) زیست‌شیمی‌دان اهل سوئیس بود.